# Davao (region)

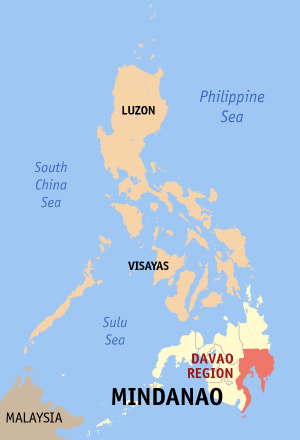
Położenie Regionu Davao

Davao (Region XI) – jeden z 17 regionów Filipin, położony nad Morzem Filipińskim na południowo-wschodnim krańcu wyspy Mindanao. W skład regionu wchodzi 5 prowincji: 
- Compostela Valley
- Davao del Norte
- Davao del Sur
- Davao Occidental
- Davao Oriental

Ośrodkiem administracyjnym jest miasto Davao. 
Powierzchnia regionu wynosi 20 357,42 km². W 2015 roku jego populacja liczyła 4 893 318 mieszkańców.